# توم غيل (كاتب)
توم غيل (بالإنجليزية: Tom Gill)‏ (21 يناير 1891 - 21 مايو 1972)؛ روائي أمريكي. درس في جامعة ييل.

## روابط خارجية
- توم غيل على موقع IMDb (الإنجليزية)